# Geliping
Geliping är en socken i Kina. Den ligger i provinsen Sichuan, i den sydvästra delen av landet, omkring 510 kilometer sydväst om provinshuvudstaden Chengdu. Antalet invånare är 30 310. Befolkningen består av 14 103 kvinnor och 16 207 män. Barn under 15 år utgör 15,0 %, vuxna 15-64 år 76 %, och äldre över 65 år 8,0 %.
Genomsnittlig årsnederbörd är 1 091 millimeter. Den regnigaste månaden är juli, med i genomsnitt 327 mm nederbörd, och den torraste är januari, med 1 mm nederbörd.